# Museu de Zoologia d'Istanbul
El Museu de Zoologia de la Universitat d'Istanbul, també conegut com Museu de Zoologia d'Istanbul, està localitzat en el Campus Vezneciler de la Universitat d'Istanbul, a Istanbul. El museu va ser fundat el 1933 i reobert el 1989. Especialitzat en història natural, amb col·leccions d'animals. És propietat del departament de biologia de la facultat de ciències.
El museu té pintures, exemples de pells, esquelets i diversos espècimens d'ocells, mamífers, artròpodes i altres espècies de Turquia.

## Història
El museu va ser construït pel científic suís André Neville el 1933, que va ser nomenat cap del Departament de biologia de la facultat. Els primers objectes d'animals del museu provenien d'Alemanya, i van ser col·locats en petites sales en el departament de la facultat. Després de la mort del científic, el zoòleg Curt Kosswig va assumir el departament i va continuar recollint diferents espècies de la fauna de l'Anatòlia. Diferents tipus de mamífers, ocells, rèptils, amfibis, peixos i diversos invertebrats van ser col·locats en la mostra.
Després d'una demolició i reestructuració, els ítems van retornar al museu, el 1989, i va ser reobert al públic.

## Exposicions
El museu cobreix una àrea de 120 metres quadrats. És compost per dues seccions d'exposicions i col·leccions. Les seccions d'exposició són obertes al públic, mentre les col·leccions només ho són per investigació científica.
Hi ha prop de 2.000 animals en la col·lecció en exposició, a més d'espècies exòtiques d'altres regions mundials.
Dins aquestes exposicions hi ha algunes peces fascinants, com el lleó donat al president Celal Bayar, el 1950, quan va visitar el Pakistan, i un be de sis cames.